# Brujeria (gruppo musicale)
I Brujeria sono un gruppo musicale grindcore/death metal messicano, composto da membri di svariati gruppi rock, punk e metal e personaggi pubblici come Pat Hoed. La formazione della band è cambiata più volte, e questo è il motivo per cui i Brujeria si mostrano sempre mascherati. Il loro nome in spagnolo significa "stregoneria". Per anni i Brujeria non hanno fatto alcuna esibizione dal vivo, cominciando solo nel 2003 a suonare negli Stati Uniti, nei paesi latino-americani ed in Europa.

## Storia del gruppo

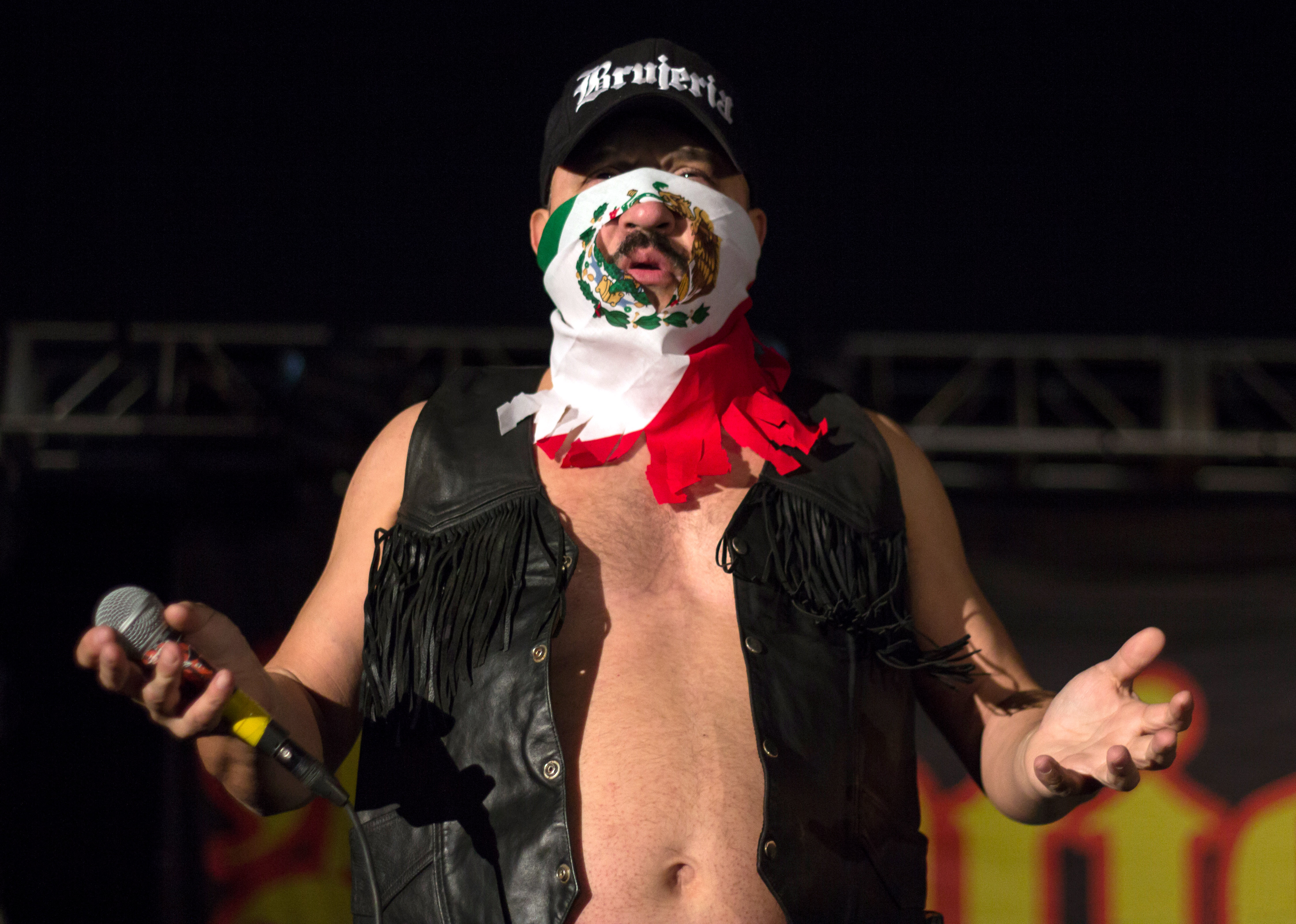
Juan Brujo nel 2017

Il gruppo viene fondato nel 1989 da Dino Cazares "Asesino", Jello Biafra (Dead Kennedys), Bill Gould (Faith No More), Juan Brujo e Pat Hoed. In seguito ne hanno fatto parte anche Nicholas Barker (Cradle of Filth, Dimmu Borgir, Old Man's Child), Raymond Herrera (Fear Factory) ed il bassista dei Napalm Death Shane Embury. Tutti i componenti del gruppo si esibiscono con pseudonimi in spagnolo, mascherati e interpretano personaggi definiti signori del narcotraffico ricercati dalla DEA.
Le canzoni, tutte cantate in spagnolo, trattano tematiche sataniche, anti-cristiane, a sfondo sessuale, il narcotraffico, la situazione politica dei paesi centro-americani e l'immigrazione.
Dino Cazares lasciò i Brujeria il 26 gennaio 2004. L'unico membro fondatore del gruppo ancora presente è Juan Brujo. Gli Asesino (altra band di Dino Cazares) stanno intanto riscuotendo un buon successo, e lo stesso Dino Cazares ha definito gli Asesino come the new Brujeria, sostenendo inoltre che la colpa del suo abbandono è esclusivamente di Juan Brujo.
Nel 2016 i Brujeria tornano con un nuovo album intitolato Pocho Aztlan, pubblicato il 16 settembre via Nuclear Blast Records.
Il 17 luglio 2024 muore a causa di un malessere cardiaco Ciriaco "Pinche Peach" Quezada, che i Brujeria definivano il componente "smascherato" della band perché presente fin dagli albori.
Il 18 settembre 2024 muore anche il cantante Juan Brujo che aveva accusato un infarto due giorni prima durante il tour della band negli Stati Uniti.

## Formazione

### Formazione attuale
- Fantasma (Pat Hoed) - basso, voce (1993 - presente, non in tour dal 2014), batteria (1989 - 1993)
- Hongo (Shane Embury) - chitarra, basso, batteria (1989 - presente, non in tour dal 2022)
- El Sangrón (Henry Sanchez) - voce (2014 - presente)
- El Criminal (Anton Reisenegger) - chitarra, seconda voce (2015 - presente)
- La Bruja Encabronada (Jessica Pimentel) - voce (2017 - presente)
- Zangano (Sergio Lopez) - basso (2022 - presente)
- El Sativo (John Christopher Lepe) - batteria (2022 - presente)

### Ex componenti
- Pinche Peach - voce (1989-2024)
- Juan Brujo (John Lepe) - voce (1989-2024)
- Pititis (Gabriela Dominguez) - voce femminile (1999-2016)
- El Cynico (Jeff Walker) - basso (2006-2016)
- Hozicon Jr. (Jello Biafra) - voce (1989-1992)
- Asesino (Dino Cazares) - chitarra, basso (1989-2005)
- Guero Sin Fe (Bill Gould) - basso, chitarra (1989-1992)
- El Greñudo (Raymond Herrera) - batteria (1992-2002)
- Marijuano Machete (Control Machete DJ) - seconda voce
- Cristo De Pisto - chitarra (2000)
- Maldito X (Tony Campos) - voce (2001)
- El Podrido (Adrian Erlandsson) - batteria (2006-2014)
- El Angelito (Tony Laureano) - batteria (2006)
- El Clavador (Daniel Erlandsson) - batteria (2012-2014)

### Turnisti
- Aa Kuernito (Chris Paccou) - chitarra (2012-presente)
- La Bruja Encabronada (Jessica Pimentel) - voce femminile (2017-presente)
- El Podrido (Adrian Erlandsson) - batteria (2017)
- Steve Goldberg - basso (2018-presente)
- El Embrujado (Patrik Jensen) - chitarra (1997, 2006)
- Hongo Jr. (Nicholas Barker) - batteria (2012-2014)
- El Sangrón (Henry Sanchez)- basso (2014)
- La Fokin Biche (Dztor Biche) - voce femminile (2016-2017)

## Discografia

### Album
- 1993 - Matando Güeros
- 1995 - Raza Odiada
- 2000 - Brujerizmo
- 2016 - Pocho Aztlan
- 2023 - Esto Es Brujeria

### EP
- 1990 - ¡Demoniaco!
- 1991 - ¡Machetazos!
- 2000 - Marijuana

### Singoli
- 1994 - El Patrón
- 2008 - Debilador
- 2010 - California Uber Azlan
- 2014 - Angel Chilango
- 2016 - Viva Presidente Trump!
- 2019 - Amaricon Czar
- 2020 - Covid 666

### Raccolte
- 2001 - Mextremist! Greatest Hits
- 2002 - The Singles
- 2003 - Mexecutioner! The Best Of
- 2020 - Rainichi Kinen Ban Japan Edition 2020

### Partecipazioni
- 1994 - Best of Grindcore and Destruction (presenti con il brano "Matando Gueros")
- 1996 - At Deaths Door II (presenti con il brano "Padre Nuestro")
- 1999 - Spanglish 101 (presenti con i brani "Marcha de Odio" e "Don Quijote Marijuana")